# Jitka Klimková
Jitka Klimková (ur. 20 sierpnia 1974 w Kyjovie) – czeska piłkarka i trenerka.

## Kariera
Urodziła się w 1974 roku w kraju południowomorawskim w miasteczku Kyjov. Karierę piłkarską rozpoczęła w 1991 roku w Čejč w drużynie juniorów Sokol Čejč. Następnie grała od 1992 do 1995 w Holíč jako obrońca w klubie Slávia SSM Holíč. W latach 1995–2003 występowała z drużyną kobiet 1. FC Slovácko Ženy przy klubie 1. FC Slovácko w Uherské Hradiště, która w latach od 2000 do 2001 należała do reprezentacji Czech w piłce nożnej kobiet.
W 2004 roku została trenerką 1. FC Slovácko Ženy; w sezonie 2009–2010 była trenerką reprezentacji Czech w piłce nożnej kobiet. W roku 2011 została w Nowej Zelandii trenerką w klubie Canberra United, który występuje w kobiecyh rozgrywkach „W-League”. Od 2013 jest trenerką młodzieżowej reprezentacji Nowej Zelandii w piłce nożnej kobiet.